# Ettimadai
Ettimadai es una ciudad y nagar Panchayat situada en el distrito de Coimbatore en el estado de Tamil Nadu (India). Su población es de 9352 habitantes (2011). Se encuentra a 17 km de Coimbatore.

## Demografía
Según el censo de 2011 la población de Ettimadaiera de 9352 habitantes, de los cuales 4676 eran hombres y 4676 eran mujeres. Ettimadai tiene una tasa media de alfabetización del 71,84%, inferior a la media estatal del 80,09%: la alfabetización masculina es del 78,45%, y la alfabetización femenina del 65,24%.